# Juncus decipiens
Juncus decipiens là một loài thực vật có hoa trong họ Juncaceae. Loài này được (Buchenau) Nakai mô tả khoa học đầu tiên năm 1928.